# Royal Aircraft Factory F.E.2
Royal Aircraft Factory F.E.2 – brytyjski samolot myśliwski i wielozadaniowy (rozpoznawczo-bombowy) używany na początku I wojny światowej.

## Historia
W 1913 roku Geoffrey de Havilland zaprojektował samolot oznaczony jako F.E.2 (Farman Experimental 2). Samolot pod względem konstrukcyjnym przypominał konstrukcję Henri Farmana. Po wybuchu wojny samolot przystosowano do pełnienia roli myśliwca. F.E.2 został wybrany do tej roli ponieważ miał silnik ze śmigłem pchającym, dzięki czemu możliwe było zamontowanie w nim karabinu maszynowego Lewis strzelającego do przodu. W późniejszym okresie część samolotów wyposażono w drugi km Lewis zamocowany na wsporniku pomiędzy kabinami. Podstawową wersją produkcyjną był F.E.2b.
W początkowym okresie wojny, pomimo stosunkowo niskich osiągów i dużych wymiarów, załogi F.E.2 odniosły sporo sukcesów. Udało im się między innymi zestrzelić samoloty takich asów jak Max Immelmann, Karl Schäfer czy zranić Manfreda von Richthofena. Z czasem samoloty F.E.2 zostały przesunięte do eskadr bombowych, a później pełniły rolę samolotów treningowych.
Łącznie zbudowano 1939 samolotów F.E.2. W momencie zakończenia wojny w służbie znajdowało się jeszcze ponad 500. Jeden samolot kosztował 1520 funtów 13 szylingów i 4 pensy.

## Opis
F.E.2 był samolotem dwupłatowym o konstrukcji drewnianej. Gondola kadłuba była kryta częściowo drewnem, częściowo płótnem. Podwozie samolotu klasyczne, stałe, z płozą ogonową, część samolotów miała z przodu trzecie, małe kółko przeciwkapotażowe. Silnik rzędowy ze śmigłem pchającym, w wersji F.E.2a typu Green o mocy 74 kW, w wersji F.E.2b Beardmore o mocy 88 lub 118 kW, w wersji F.E.2d Rolls-Royce Eagle o mocy 184 kW. Załoga składała się z dwóch osób (pilota i strzelca). Strzelec obsługiwał zamocowane ruchomo karabiny maszynowe. Jeden z nich był umocowany przed kabiną i służył do ostrzeliwania celów w przedniej półsferze, drugi na wsporniku pomiędzy kabinami mógł strzelać do tyłu, nad górnym płatem (strzelec obsługiwał ten km stojąc na swoim fotelu).